# Avcısuyu, Kayapınar
Avcısuyu là một xã thuộc quận Kayapınar, tỉnh Diyarbakır, Thổ Nhĩ Kỳ. Dân số thời điểm năm 2008 là 597 người.